# Уилсон, Ричард (режиссёр)
Ричард Уилсон (англ. Richard Wilson; 25 декабря 1915 — 21 августа 1991) — американский режиссёр, продюсер, сценарист и актёр, работавший с Орсоном Уэллсом и входивший в его театр «Меркурий».

## Биография
Уилсон родился в Маккизпорте, штат Пенсильвания, в семье руководителя сталелитейной компании, переехал с родителями в Денвер, где занимался в драматическом кружке и добился признания как актёр, выступая на школьной театральной сцене. После окончания школы Уилсон учился в Денверском университете, но бросил учёбу ради актёрской карьеры в Нью-Йорке. В Нью-Йорк он переехал в 1936 году, работал в радиопостановках. В 1937 году Уилсон участвовал в одной радиопостановке с Орсоном Уэллсом, с которым у него завязались продолжительные и близкие рабочие отношения. Уилсон присоединился к Уэллсу и Джону Хаусману в созданном ими театре «Меркурий». В новаторской постановке шекспировского «Юлия Цезаря» Уилсон играл небольшие роли и руководил рабочими сцены. Уилсон также участвовал в радиопостановках театра, среди которых была и знаменитая «Война миров», наделавшая много шума в 1938 году.
Когда Уэллс перешёл от театра к съёмкам фильмов в Голливуде, Уилсон стал его помощником. Вместе они работали над «Гражданином Кейном», «Великолепными Эмберсонами» и «Макбетом». В качестве актёра Уилсон снялся в трёх фильмах: «Слишком много Джонсона», «Гражданин Кейн» и «Леди из Шанхая». Во время Второй мировой войны Уилсон возглавлял операционное подразделение отдела презентаций в Управлении стратегических служб, в 1945 году на Сан-Францисской конференции Уилсон отвечал за фотографические материалы в Секретариате ООН. После войны Уилсон вновь работал с Уэллсом как в кино, так и в театре, в основном выполнял административные функции.
В конце в 1940-х, когда Уэллс уехал сниматься в Европу, а затем снимал «Отелло» в Марокко и Испании, Уилсон остался в Голливуде, занимался театральными постановками «Меркурия» и вёл дела Уэллса в Лос-Анджелесе. В начале 1950-х годов он стал работать на киностудии Universal-International, поначалу помощником продюсера Леонарда Голдштейна, затем самостоятельно. Уилсон спродюсировал картину «Золотой клинок», несколько вестернов и фильмов из серии Ma and Pa Kettle. Также он писал сценарии, а в 1955 году дебютировал в качестве кинорежиссёра. Среди его режиссёрских работ фильмы «Человек с оружием», «Много фальшивых денег», «Холодный ветер в Эдеме», «Аль Капоне» и «Работа для стрелка».
В 1965 году Уилсон перешёл работать на студию Paramount, где три года был помощником Говарда Коха, а в 1968 году снял свой последний фильм — комедию «Трое на чердаке». В 1970-х и 1980-х Уилсон работал независимо через собственную продюсерскую компанию Hermes Productions над разными проектами в кино и на телевидении. Также он вёл курс режиссуры в Университете Южной Калифорнии.
Перед смертью Уилсон принимал активное участие в создании документального фильма о незавершённой картине Уэллса «Всё это правда», над которой они вместе работали в Бразилии в 1942 году. Фильм, вышедший через два года после смерти Уилсона, был отмечен премиями Национального общества кинокритиков и Ассоциации кинокритиков Лос-Анджелеса. В 1963 году Уилсон высоко отзывался об Орсоне Уэллсе, называя его величайшим из ныне живущих режиссёров, но отмечал, что его фильмы не всегда самые лучшие.
Ричард Уилсон умер 21 августа 1991 года в Санта-Монике от панкреатического рака. Он был женат на Элизабет Андерсон Уилсон, дочери актрисы немого кино Миртл Оуэн. Элизабет писала сценарии для фильмов и телесериалов, работала вместе с мужем над фильмами «Холодный ветер в Эдеме» и «Работа для стрелка». У Ричарда Уилсона был сын Кристофер.

## Фильмография
- 1938 — Слишком много Джонсона — Too Much Johnson — помощник продюсера, монтажёр, эпизодическая роль
- 1941 — Гражданин Кейн — Citizen Kane — помощник режиссёра, эпизодическая роль (в титрах не указан)
- 1942 — Великолепные Эмберсоны — The Magnificent Ambersons — помощник режиссёра (в титрах не указан)
- 1947 — Леди из Шанхая — The Lady from Shanghai — помощник продюсера, эпизодическая роль
- 1948 — Макбет — Macbeth — помощник продюсера
- 1953 — Золотой клинок — The Golden Blade — продюсер
- 1955 — Человек с оружием — Man with the Gun — режиссёр, автор сценария
- 1957 — Много фальшивых денег — The Big Boodle — режиссёр
- 1958 — Холодный ветер в Эдеме — Raw Wind in Eden — режиссёр, автор сценария
- 1959 — Аль Капоне — Al Capone — режиссёр
- 1960 — Плати или умри — Pay or Die — режиссёр, продюсер
- 1964 — Работа для стрелка — Invitation to a Gunfighter — режиссёр, продюсер, автор сценария
- 1968 — Трое на чердаке — Three in the Attic — режиссёр, продюсер
- 1993 — Всё это правда (документальный) — It’s All True — сорежиссёр, продюсер, автор сценария